# Birthday (Lied)
Birthday (englisch für ‚Geburtstag‘) ist ein Geburtstagslied der britischen Band The Beatles aus dem Jahr 1968. Geschrieben wurde es von Paul McCartney und John Lennon und erschien unter dem gemeinsamen Copyright Lennon/McCartney auf dem Doppelalbum The Beatles (auch bekannt als ‚Weißes Album‘).

## Hintergrund
Die Beatles schrieben das Lied am 18. September 1968. Die Band war an diesem Tag früher als üblich im Studio 2, da sie ihre Aufnahmen unterbrechen wollten, um sich gemeinsam am Abend den Spielfilm The Girl Can’t Help It im Fernsehen anzuschauen. McCartney war bereits im Studio und hatte ein  Gitarrenriff nach dem Vorbild des Riffs in Little Richards Lucille ausgearbeitet, um das herum die Band das Lied Birthday entwickelte und auf der Stelle aufnahm.

## Aufnahme
Birthday wurde am 18. September 1968 in den Londoner Abbey Road Studios aufgenommen. Den abwesenden Beatles-Produzenten George Martin vertrat an diesem Tag Chris Thomas, dem der Tontechniker Ken Scott assistierte. Bis etwa 21 Uhr nahm die Band 20 Takes des Liedes in einer instrumentalen Fassung auf. Im Anschluss begab sich die Band in die nahe gelegene Wohnung von Paul McCartney, um wie beabsichtigt gemeinsam fernzusehen. Gegen 23 Uhr setzten sie die Arbeiten an dem Lied fort. Es wurde der Gesang aufgenommen. Im Chor des Liedes sangen die anwesenden Ehefrauen von John Lennon und George Harrison, Yoko Ono und Pattie Harrison, mit. Nachdem noch weitere Instrumente der Aufnahme hinzugefügt wurden, fertigte die Band eine Monoabmischung des Liedes. In den Morgenstunden des 19. September 1968 war die Aufnahmesession beendet.
Besetzung
- John Lennon: Leadgitarre, Händeklatschen, Gesang
- Paul McCartney: Klavier, Händeklatschen, Gesang
- George Harrison: Bass, Händeklatschen
- Ringo Starr: Schlagzeug, Tamburin, Händeklatschen
- Pattie Harrison, Yoko Ono, Mal Evans: Chor, Händeklatschen

## Veröffentlichungen
- Birthday erschien als erstes Lied auf der zweiten Schallplatte des Doppelalbums The Beatles am 22. November 1968, in den USA erschien das Album drei Tage später, am 25. November.
- Am 9. November 2018 erschien die 50-jährige Jubiläumsausgabe des neu abgemischten Albums The Beatles (Super Deluxe Box) von Giles Martin und Sam Okell, auf dieser befindet sich eine bisher unveröffentlichte Version (Take 2 – Instrumental backing track) von Birthday.

## Coverversionen
In den folgenden Jahren erschienen nur wenige Coverversionen des Liedes. Underground Sunshine erzielten damit 1969 einen Top-40-Hit in den Vereinigten Staaten. Paul McCartney selbst veröffentlichte 1990 eine Livefassung als Single, die Platz 29 der britischen Singlecharts erreichte. Paul Weller sang es 2012 anlässlich McCartneys 70. Geburtstags und veröffentlichte seine Fassung als Musikdownload.